# Michel Labéguerie
Michel Labéguerie, né le 4 mars 1921 à Ustaritz et mort le 28 juillet 1980 à Toulouse, est un homme politique français de tendance démocrate-chrétienne, abertzale et père de la « nouvelle chanson basque »,.

## Discographie
Premiers disques de 1961 à 1963
- Bakearen urtxoa
- Gudari euskaldunen kantua
- Aurtxo aurtxoa (Paroles de Piarres Larzabal)
- Primaderako liliak

Second disque (1963)
- Astoa balaan
- Gatua Pitxitxi
- Ezkilaren kantua
- Gazteri berria (eu) (Paroles de Piarres Larzabal)

Avec son fils Eneko Labéguerie dans le disque de Nafarra (1972)
- Nafarra, oi nafarra

## Mandats locaux
- Maire de Cambo-les-Bains de 1965 à 1980

## Mandats départementaux
- Conseiller général du canton d'Espelette de 1964 à 1980

## Mandats nationaux
- Député de la Troisième circonscription des Pyrénées-Atlantiques (ancienne)| 3º circonscription des Pyrénées-Atlantiques de 1962 à 1967
- Sénateur Union centriste des Pyrénées-Atlantiques de 1974 à 1980